# Vilmány
Vilmány är en ort (by) i provinsen Borsod-Abaúj-Zemplén i nordöstra Ungern. Orten har 1 435 invånare (2024), på en yta av 12,51 km². Den ligger cirka 48 kilometer nordost om Miskolc.